# Stade Léon-Bollée

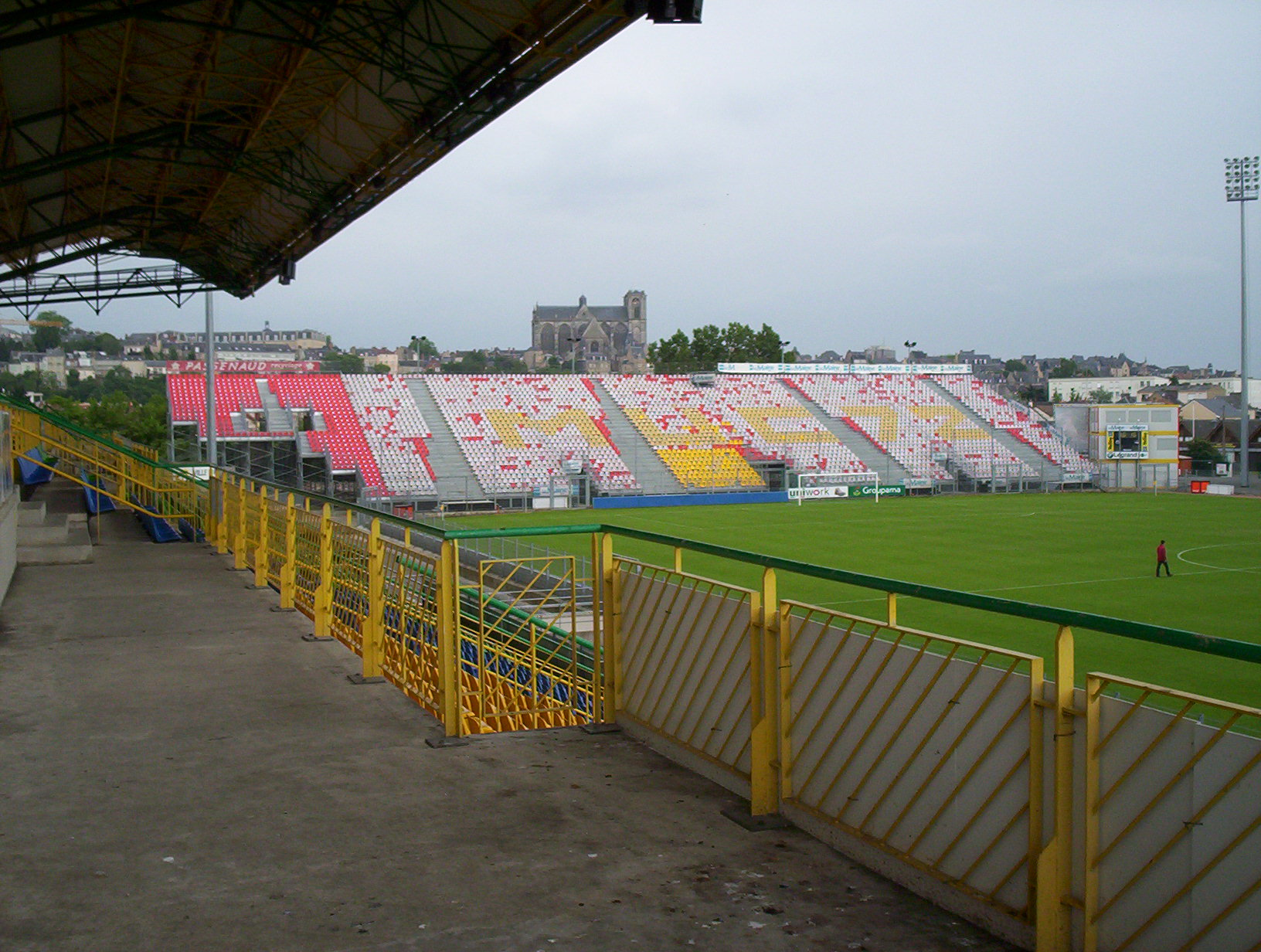
Stade Léon-Bollée

Stade Léon-Bollée – stadion piłkarski położony we francuskim mieście Le Mans. Obiekt zbudowany został w 1912 roku, a w 2008 na stadionie swoje mecze domowe rozgrywała drużyna Ligue 1 UC Le Mans. Jego reinauguracja odbyła się w 1988 roku. W 2008 planowano, że stadion zostanie zastąpiony nowym obiektem o nazwie Stade Le Mans który planowano oddać do użytku w 2009 roku.